# Feldgrau
Feldgrau war die Bezeichnung einer von den deutschen Streitkräften seit Beginn des 20. Jahrhunderts bis in die Jahrzehnte nach 1945 für Uniformen, Ausrüstungen und Gerät verwendeten Tarnfarbe.

## Geschichte der feldgrauen Uniform

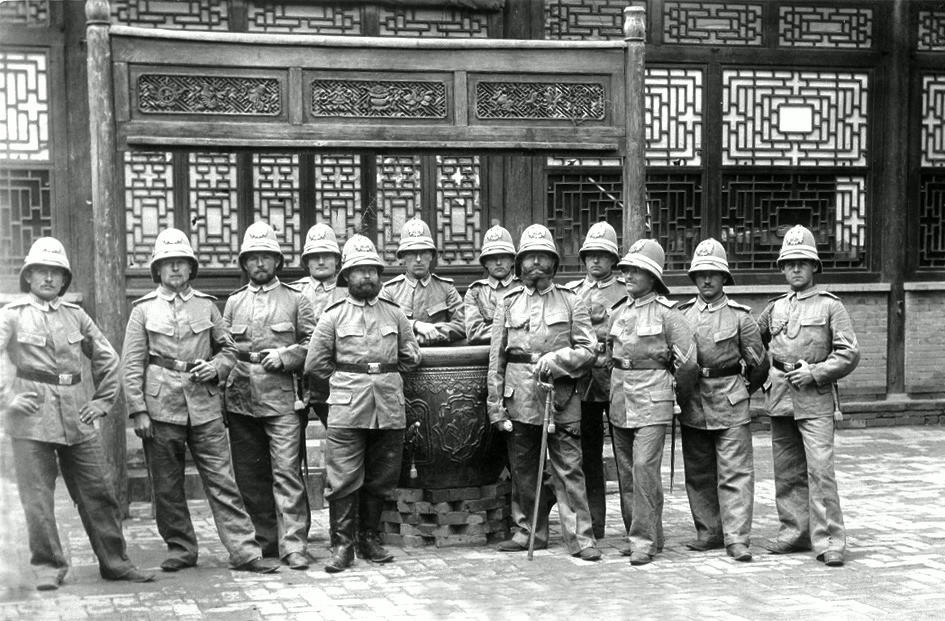
Soldaten des Ostasiatischen Expeditionskorps im September 1900 in hellen Versuchsuniformen

Erstmals wurde das deutsche Expeditionskorps zur Niederschlagung des sogenannten Boxeraufstands in China 1900/1901 mit einer als „feldgrau“ beschriebenen Winteruniform ausgestattet, die sich auch für Einsätze auf dem heimischen Kriegsschauplatz eignen sollte. Die damals noch hellgraue Uniform bewährte sich weitaus besser als die gleichzeitig ausgegebene blaue Feldbluse. Entsprechend legte man sie der Entwicklung einer tarnfarbenen Feldbekleidung für das deutsche Reichsheer im folgenden Jahrzehnt zugrunde. Trageversuche mit Uniformen in verschiedenen Grautönen fanden in den folgenden Jahren beim Lehr-Infanterie-Bataillon in Potsdam statt. 1907 fiel die endgültige Entscheidung für das Feldgrau. Der Farbton wurde zur Grundfarbe der schrittweise in allen Kontingenten eingeführten und mit Kabinettsorder vom 23. Februar 1910 für das gesamte Reichsheer vorgeschriebenen Felduniform bestimmt, in der die deutschen Truppen 1914 in den Ersten Weltkrieg zogen (M10-Felduniform).

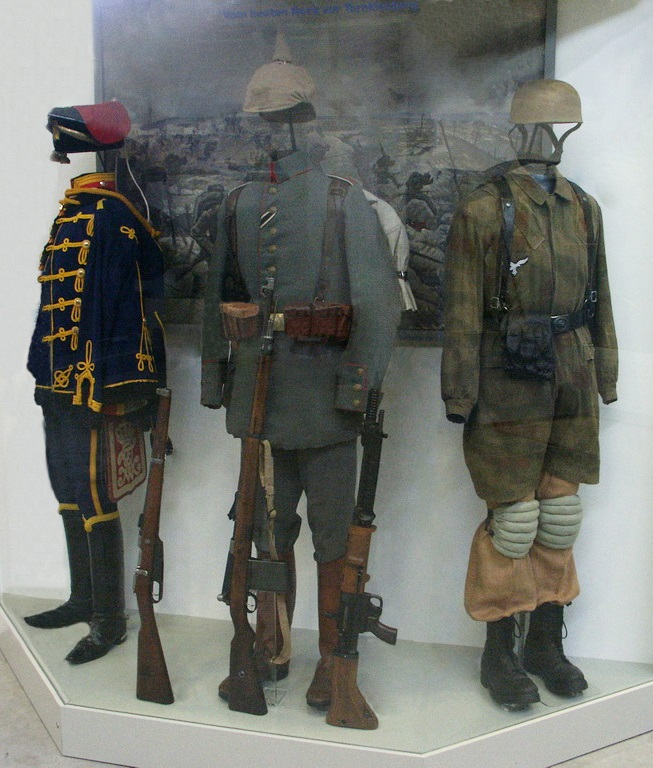
Mitte: feldgraue Infanterie-Uniform des ersten Typs (M10-Felduniform) im Ersten Weltkrieg.
Daneben eine farbige Vorkriegsuniform (Königshusar, links) und der Tarnanzug eines deutschen Fallschirmjägers aus dem Zweiten Weltkrieg (rechts)

Die als „bunter Rock“ bekannte Uniform der Vorkriegszeit musste schon seit 1910 nur noch zu Paraden, zum Wachdienst, zum Kirchgang, beim Gerichtsdienst und als Ausgangs- und Gesellschaftsuniform getragen werden, während die graue Uniform im Felde und bei Übungen gegen einen nicht nur markierten Feind obligatorisch wurde. Bei der Mobilmachung 1914 wurden die grauen Uniformen, deren Schnitt und Ausstattung noch weitgehend der farbigen Friedensuniform entsprachen, allgemein ausgegeben und bestimmten von nun an das äußere Erscheinungsbild des deutschen Soldaten, der in Kriegspresse und Literatur oft generisch als „Feldgrauer“ bezeichnet wurde. Ein Beispiel ist die 1915 geschaffene Nagelungsfigur des „Bielefelder Feldgrauen“ von Franz Guntermann. Diese Benennung für den einfachen Soldaten setzte sich im Ersten Weltkrieg durch, während in der späteren Wehrmacht des Zweiten Weltkriegs der aus dem Soldatenjargon stammende Ausdruck „Landser“ gebräuchlicher wurde.
Ende 1915 wurde mit der Einführung einer neuen, einfacher geschnittenen Felduniform begonnen (M15-Felduniform), die jedoch erst ab Mitte 1917 überwiegend getragen wurde. Neben dem Stahlhelm, der die im Krieg mit feldgrauem Überzug getragene (später z. T. auch direkt aus feldgrauem Material hergestellte) Pickelhaube ersetzte, war das wichtigste Erkennungsmerkmal der neuen Uniformierung eine einheitliche graue Feldbluse mit einfachen Rollaufschlägen und verdeckter Knopfleiste. Sie ersetzte im Felddienst den vorher üblichen achtknöpfigen preußischen Waffenrock und die spezifisch geschnittenen Uniformröcke einzelner Kavallerie-Formationen.
Gleichzeitig mit der neuen Felduniform wurde im September 1915 für die Preußische Armee die Einführung einer feldgrauen Friedensuniform mit farbigen Aufschlägen, Schulterklappen und Kragen dekretiert. Dem Beispiel folgten auch die anderen drei Armeen, zuletzt Bayern im April 1916. Obwohl die feldgraue Friedensuniform nie ausgegeben und nur vereinzelt als privat angeschaffter Ausgehanzug getragen wurde, markiert dieser Erlass damit das Ende der bunten Heeresuniformierung in Deutschland. Grau blieb in der Zwischenkriegszeit die Grundfarbe der Uniformen des Heeres der Reichswehr, die sich an der im Ersten Weltkrieg entstandenen deutschen Uniformierung orientierte und sie weiterführte. Noch in der DDR bezeichnete man das NVA-Militär mitunter als Asche, was ebenfalls auf die graue Uniform Bezug nahm.

## Farbgebung

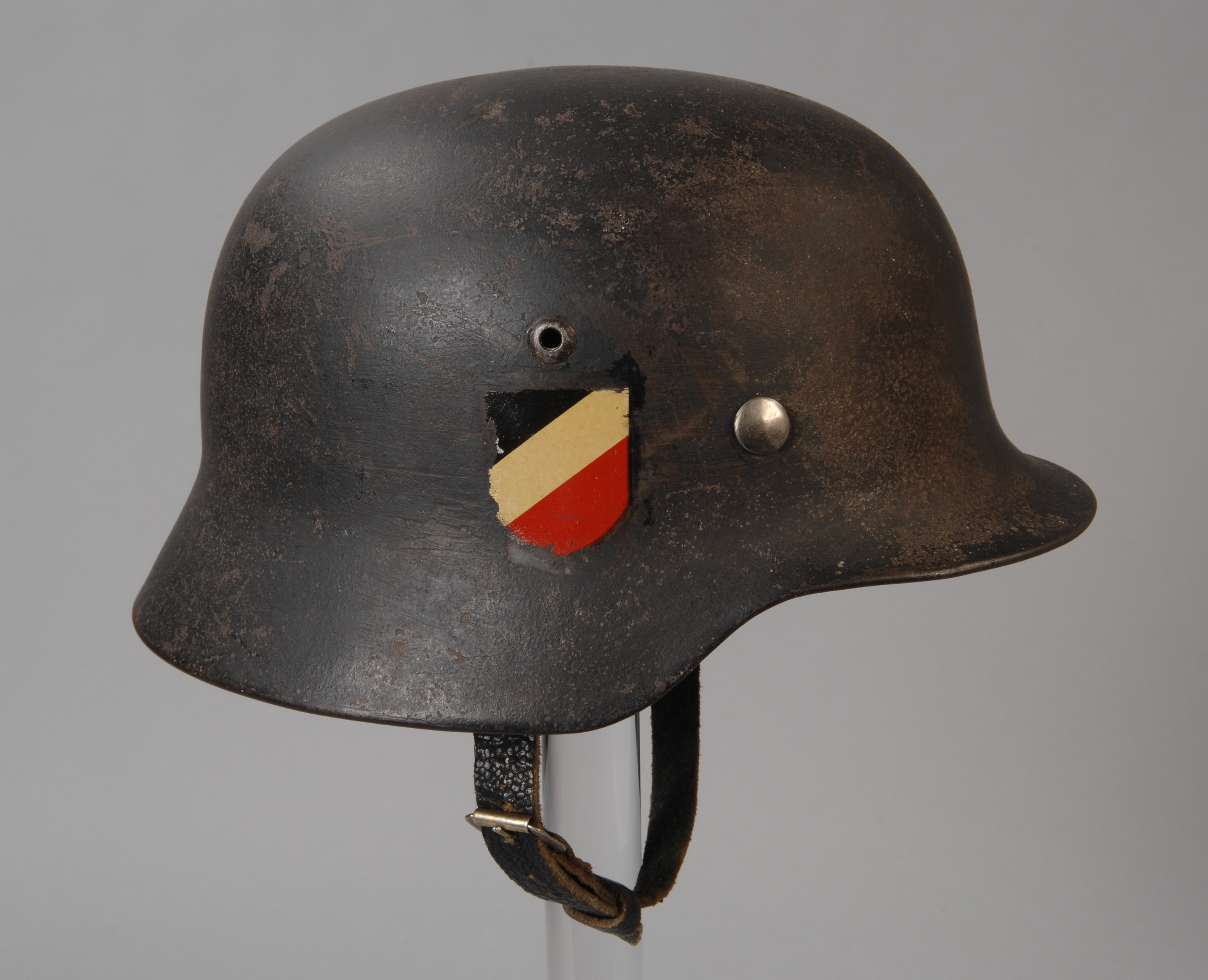
Deutscher Stahlhelm aus den 1930er Jahren mit feldgrauer Lackierung

Umgangssprachlich stand „feldgrau“ seit dem Ersten Weltkrieg für die Farbe des deutschen Militärs schlechthin. Bei Herausgabe der ersten RAL-Farbtabelle im Jahre 1927 war das Feldgrau des Weltkriegs noch in Gebrauch und fand auf diese Weise Eingang in den RAL-Standard („Feldgrau Nr. 2“, heute RAL 7009 – „Grüngrau“). Im gleichen Jahr stellte die Reichswehr die Tarnfarbe ihres Geräts auf einen dunkleren Farbton mit höherem Grünanteil um, der ebenfalls in der RAL-Farbtabelle enthalten war („Feldgrau Nr. 3“, heute RAL 6006 – „Grauoliv“). Diese Grundfarbe wurde für Fahrzeuge und Großgerät bis 1937 beibehalten und für das Heer der Wehrmacht dann auf „Dunkelgrau Nr. 46“ (RAL 7021) umgestellt, das bis zum Frühjahr 1943 vorgeschrieben war. Ausrüstungen wurden teils auch danach noch in feldgrau gehalten. So waren Stahlhelme bis 1940 in „Feldgrau Nr. 3“ (RAL 6006) lackiert, im April 1940 wurde befohlen, sie nun in „Schiefergrau matt“ (wohl das heutige RAL 7015 – „Schiefergrau“) zu lackieren. Auch die feldgraue Grundfarbe des Uniformtuchs veränderte sich in der Zwischenkriegszeit zu dem von der Wehrmacht bis in den Zweiten Weltkrieg verwendeten, gelblich-satteren Grünton.
In der Nachkriegszeit wurde feldgraue Farbe aus Wehrmachtsbeständen von der Kasernierten Volkspolizei und auch noch von der Nationalen Volksarmee für ihre Fahrzeuge benutzt und auch in der DDR hergestellt. Dagegen erhielt die Grundfarbe der NVA-Uniformen den Namen „Steingrau“, ein als Tuchfarbe der Feldhosen schon im Ersten Weltkrieg eingeführter bräunlicher Grauton mit wesentlich geringerem Grünanteil als beim Feldgrau. Die Dienstanzüge der Bundeswehr verwenden regulär das sogenannte „Heeresgrau“, das der RAL-Farbe „Basaltgrau“ (RAL 7012) entsprechen soll; bei privat angeschafften Uniformteilen war allerdings von Anfang an eine breite Palette unterschiedlicher Grautöne von hellgrau bis hin zu einem dunklen Anthrazit in Gebrauch. Als Tarnfarbe wird Feldgrau heute nicht mehr eingesetzt.
Zu berücksichtigen bleibt, dass die als feldgrau bezeichneten Farbtöne der Textilien je nach Herstellungsbedingungen und Zeitstellung erheblich variieren und sich altersbedingt oft auch nicht mehr farbecht rekonstruieren lassen. Neben farblichen Abweichungen der Kleidungsstücke untereinander waren auch die Farbunterschiede zwischen dem Uniformtuch und anderen feldgrauen Ausrüstungsgegenständen wie beispielsweise Helmüberzügen beträchtlich. Auch wurde unter „feldgrau“ nicht überall und zu jeder Zeit derselbe Farbton verstanden. Schon 1915 führten die Schwedischen Streitkräfte nach deutschem Vorbild eine feldgraue Uniform ein, deren relativ heller Grauton jedoch vom deutschen Feldgrau abweicht und keinen nennenswerten Grünanteil aufweist.

## Farbmuster und Vergleichsfarben
Die Tabelle zeigt Beispiele für Feldgrau im Vergleich zu anderen deutschen Militärfarben:
| Nummer   | Farbmuster | CIE L*a*b* | CIE L*a*b* | CIE L*a*b* | Heutiger RAL-Name | Historischer Name                | Einsatz | Anmerkungen                                                               |
| -------- | ---------- | ---------- | ---------- | ---------- | ----------------- | -------------------------------- | --- | ------------------------------------------------------------------------- |
| RAL 9002 |            | 88         | 0          | 4          | Grauweiß          | 1927: Grau Nr. 1 (RAL 1)         | Versuchsuniformen 1900 | das „Feldgrau“ der China-Expedition                                       |
| RAL 7009 |            | 43,19      | −2,43      | 3,87       | Grüngrau          | 1927: Feldgrau Nr. 2 (RAL 2)     | Grundfarbe des Reichsheeres 1914–1927 | das „Feldgrau“ des Ersten Weltkriegs                                      |
| RAL 6011 |            | 57         | −11        | 16         | Resedagrün        | 1915: Feldgraues Besatztuch      | Besatztuchfarbe der M15-Felduniform des Reichsheeres im Ersten Weltkrieg ab 1916 (außer Bayern) und der ersten Nachkriegsuniform ab 1919 | Umlegekragen, Vorstöße, Feldmützenband, Ärmelaufschläge des Feldrocks M19 |
| RAL 7010 |            | 46         | −3         | 3          | Zeltgrau          | 1915: Steingrau                  | Hosen zur Felduniform des Reichsheeres (außer Bayern) im Ersten Weltkrieg ab 1916 (M15-Felduniform)                                      |                                                                           |
| RAL 7033 |            | 56,78      | −3,36      | 6,32       | Zementgrau        | 1910–1919: Graugrün              | Grundtuchfarbe der deutschen Jäger und Schützen (außer Bayern) im Ersten Weltkrieg                                                       |                                                                           |
| RAL 6006 |            | 31         | 0          | 8          | Grauoliv          | 1927: Feldgrau Nr. 3 (RAL 3)     | Grundfarbe für Gerät der Reichswehr und der Wehrmacht 1927–1937                                                                          | Stahlhelme bis 1940                                                       |
| #4D5D53  |            |            |            |            |                   | 1935: Feldgrau                   | Grundtuchfarbe von Reichswehr und Wehrmacht ab den 1930er Jahren                                                                         | das „Feldgrau“ des Zweiten Weltkriegs                                     |
| RAL 7021 |            | 27         | −1         | −2         | Schwarzgrau       | 1937: Dunkelgrau Nr. 46 (RAL 46) | Grundfarbe für Fahrzeuge und Großgerät der Wehrmacht ab 1937 bis 1943                                                                    | unter Modellbauern auch „Wehrmachtsgrau“ genannt                          |
| RAL 7015 |            | 40,50      | −0,25      | −3,40      | Schiefergrau      | 1940: Schiefergrau               | | Stahlhelme ab 1940                                                        |
| RAL 7016 |            | 33         | −2         | −4         | Anthrazitgrau     | 1937: Blaugrau Nr. 4 (RAL 4)     | Grundfarbe der Luftwaffe der Wehrmacht                                                                                                   | Auch bei Kriegsmarine und Bundesmarine als Unterwasserfarbe verwendet     |
| RAL 7000 |            | 58,32      | −3,14      | −4,71      | Fehgrau           | 1918: Marinegrau                 | Farbe der Kriegsschiffe der Kaiserlichen Marine                                                                                          | Bis heute Überwasserfarbe der Bundesmarine bzw. Deutschen Marine          |
| RAL 6006 |            | 31         | 0          | 8          | Grauoliv          | 1952: Feldgrau                   | Fahrzeugfarbe der KVP und der frühen NVA                                                                                                 | das „Feldgrau“ der DDR-Streitkräfte                                       |
| RAL 7030 |            | 61,31      | −0,26      | 4,53       | Steingrau         | 1956–1989: Steingrau             | Grundfarbe der Nationalen Volksarmee der DDR                                                                                             |                                                                           |
| RAL 7012 |            | 47         | −2         | −1         | Basaltgrau        | 1980: Heeresgrau                 | Grundfarbe der Dienstanzüge des Heeres der Bundeswehr                                                                                    |                                                                           |
| RAL 7013 |            | 39,21      | 0,59       | 6,33       | Braungrau         | 1963: steingrau-oliv             | ehemaliger Feldanzug der Deutschen Bundeswehr                                                                                            | umgangssprachlich „NATO-Oliv“; Farbe der beliebten Bundeswehrparkas       |
| RAL 7013 |            | 39,21      | 0,59       | 6,33       | Braungrau         | 1955 (Ö): Heeresgrau             | Grundfarbe des Österreichischen Bundesheers                                                                                              | umgangssprachlich „NATO-Oliv“; Farbe der beliebten Bundeswehrparkas       |
| RAL 7037 |            | 30,65      | −0,43      | −1,22      | Staubgrau         | 1956: Hellgrau                   | Waffenfarbe der Heeresfliegertruppe der Bundeswehr                                                                                       |                                                                           |